# Collegio uninominale Lombardia 1 - 09 (2020)
Il collegio elettorale uninominale Lombardia 1 - 09 è un collegio elettorale uninominale della Repubblica Italiana per l'elezione della Camera dei deputati.

## Territorio
Come previsto dalla legge n. 51 del 27 maggio 2019, il collegio è stato definito tramite decreto legislativo all'interno della circoscrizione Lombardia 1.
È formato da parte del territorio del comune di Milano: quartieri Vigentina, Tortona, Washington, De Angeli - Monte Rosa, Tre Torri, Ticinese, Portello, Pagano, Sarpi, Magenta - S. Vittore, Ghisolfa, Duomo, Centrale, Isola, Maciachini - Maggiolina, Brera, Buenos Aires - Venezia, XXII Marzo, Porta Romana, Umbria - Molise, Giardini Porta Venezia, Guastalla, Navigli, Farini, Parco Sempione e Garibaldi-Repubblica.
Il collegio è parte del collegio plurinominale Lombardia 1 - 01.

## Eletti
| Elezione | Elezione | Deputato               | Partito |
| -------- | -------- | ---------------------- | ------- |
|          | 2022     | Benedetto Della Vedova | +Europa |

## Dati elettorali

### XIX legislatura
Come previsto dalla legge elettorale, 147 deputati sono eletti con sistema a maggioranza relativa in altrettanti collegi uninominali a turno unico.
| Candidati                                 | Candidati                        | Voti    | %     | Liste                          | Voti    | %     |
| ----------------------------------------- | -------------------------------- | ------- | ----- | ------------------------------ | ------- | ----- |
|                                           | Benedetto Della Vedova ✔️ Eletto | 89 424  | 37,81 | Partito Democratico-IDP        | 60 637  | 25,64 |
| +Europa                                   | Benedetto Della Vedova ✔️ Eletto | 89 424  | 37,81 | 14 248                         | 6,02    |       |
| Alleanza Verdi e Sinistra                 | Benedetto Della Vedova ✔️ Eletto | 89 424  | 37,81 | 13 786                         | 5,83    |       |
| Impegno Civico - Centro Democratico       | Benedetto Della Vedova ✔️ Eletto | 89 424  | 37,81 | 753                            | 0,32    |       |
|                                           | Giulio Tremonti                  | 71 902  | 30,40 | Fratelli d'Italia              | 45 302  | 19,15 |
| Forza Italia                              | Giulio Tremonti                  | 71 902  | 30,40 | 13 159                         | 5,56    |       |
| Lega per Salvini Premier                  | Giulio Tremonti                  | 71 902  | 30,40 | 10 181                         | 4,30    |       |
| Noi moderati/Lupi - Toti - Brugnaro - UDC | Giulio Tremonti                  | 71 902  | 30,40 | 3 260                          | 1,38    |       |
|                                           | Giulia Pastorella                | 54 288  | 22,95 | Azione - Italia Viva - Calenda | 54 288  | 22,95 |
|                                           | Pierluigi Riccitelli             | 11 960  | 5,06  | Movimento 5 Stelle             | 11 960  | 5,06  |
|                                           | Andrea Stramezzi                 | 2 980   | 1,26  | Italexit                       | 2 980   | 1,26  |
|                                           | Bianca Miriam Tedone             | 2 888   | 1,22  | Unione Popolare                | 2 888   | 1,22  |
|                                           | Valeria Tovaglieri               | 2 028   | 0,86  | Italia Sovrana e Popolare      | 2 028   | 0,86  |
|                                           | Andrea Varvara                   | 933     | 0,39  | Vita                           | 933     | 0,39  |
|                                           | Chiara Van Ellinkhuizen          | 124     | 0,05  | Noi di Centro – Europeisti     | 124     | 0,05  |
| Totale                                    | Totale                           | 236 527 | 100   |                                | 236 527 | 100   |
|                                           |                                  |         |       |                                |         |       |
| Schede bianche                            | Schede bianche                   | 1 353   | 0,56  |                                |         |       |
| Schede nulle                              | Schede nulle                     | 1 985   | 0,83  |                                |         |       |
| Votanti                                   | Votanti                          | 239 865 | 72,89 |                                |         |       |
| Elettori                                  | Elettori                         | 329 085 |       |                                |         |       |